# كفرفو

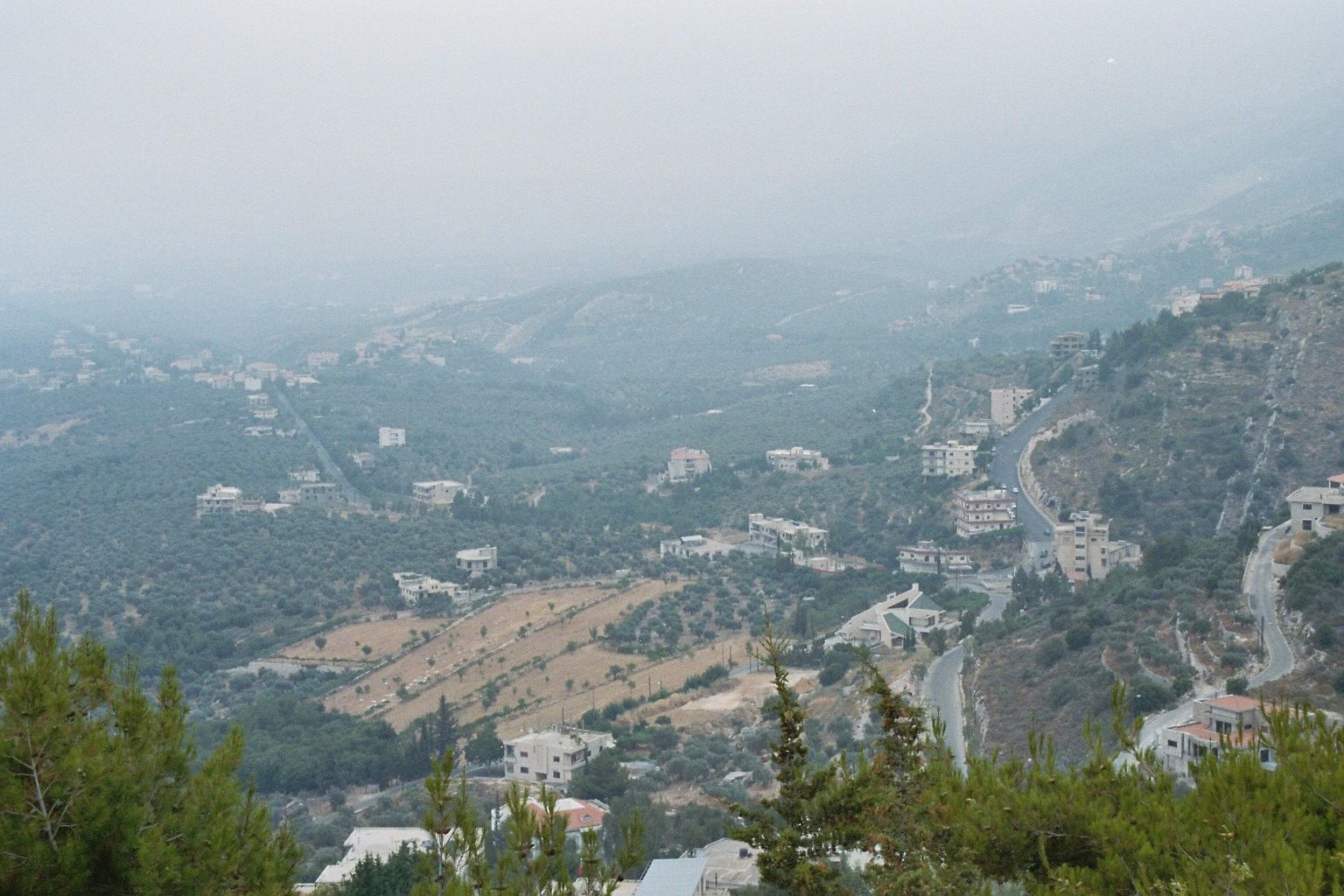
قرية كفرفو في لبنان

كفرفو هي إحدى القرى اللبنانية من قرى قضاء زغرتا في محافظة الشمال. وسكانها هم من المارونيين الكاثوليك.